# Keston Common
Keston Common är ett viltreservat i Storbritannien.   Det ligger i grevskapet Greater London och riksdelen England, i den södra delen av landet, 20 km sydost om huvudstaden London.